# Acraea fulleborni
Acraea fulleborni är en fjärilsart som beskrevs av Friedrich Thurau 1903. Acraea fulleborni ingår i släktet Acraea och familjen praktfjärilar. Inga underarter finns listade i Catalogue of Life.